# Raffineria di Milazzo
La Raffineria di Milazzo è sita in Sicilia, tra Milazzo e San Filippo del Mela, nella città metropolitana di Messina, ed è installata su un'area di circa 212 ettari. Il pacchetto azionario, nel 2013, è detenuto al 50% da Eni e Kuwait Petroleum Italia.
Per il rifornimento di greggio e semilavorati e per la successiva distribuzione dei prodotti finiti, l'impianto si avvale del vicino porto commerciale.

## Storia
Nel 1957 nacque la società Mediterranea Raffineria Siciliana Petroli S.p.A. ad opera del gruppo Monti, e la raffineria fu inaugurata nell'ottobre 1961 rimanendo in esercizio fino al 1979 quando fu messa fuori produzione in seguito alla crisi energetica scoppiata in seguito alla rivoluzione iraniana che determinò il rialzo improvviso e notevole del prezzo del petrolio.
Soltanto nel mese di marzo 1982 l'Agip Petroli rilevò il pacchetto azionario della Mediterranea e, dopo una profonda ristrutturazione necessaria per mettere in funzione l'impianto dopo diversi anni di fermata, mise nuovamente in esercizio la raffineria.
Il 3 giugno 1993, un'esplosione avvenuta all'interno dell'impianto provocò la morte di sette operai. L'incidente fu oggetto di interrogazione parlamentare.
Alla fine del 1996, quando la società aveva già cambiato la denominazione in Raffineria di Milazzo, divenne una società congiunta fra Agip Petroli e Kuwait Petroleum Italia; all'epoca la raffineria aveva una capacità di oltre 20 milioni di tonnellate annue di petrolio, mentre erano più limitate le capacità di conversione in benzina e gasolio.
I nuovi proprietari avviarono, dagli anni novanta, una profonda ristrutturazione dell'impianto per adeguarlo alle nuove tecnologie e alle nuove leggi anti inquinamento. La raffineria ha anche mutato nel tempo i suoi processi di raffinazione privilegiando la produzione di prodotti leggeri (benzine, gasolio e cherosene) invece di olio combustibile non più richiesto dal mercato.
Nel 2013 l'impianto ha una capacità di raffinazione di circa 10 milioni di tonnellate di greggio all'anno e gran parte dei prodotti, finiti e semilavorati, viene spedito via mare dal porto petroli di Milazzo.
Il 27 settembre 2014, alle ore 00:30, scoppiò un incendio di dimensioni impressionanti in un enorme serbatoio metallico a tetto galleggiate (il serbatoio TK513) del diametro di oltre 90 metri ed alto 20, provocando fiamme alte centinaia di metri, visibili da molti chilometri di distanza e seminando il panico tra i cittadini milazzesi e dei paesi limitrofi. Le fiamme si estinsero solo circa una settimana dopo, esaurendo tutto il carburante all'interno del serbatoio (Virgin nafta). Per tipologia e dimensioni di incendio, si trattò del secondo caso (il primo, un'esplosione di un serbatoio di analoghe dimensioni, fu nel 1989 a Houston nel Texas) a livello mondiale. A seguito del gravissimo incendio la locale Procura del Tribunale incaricò un team di consulenti (un ingegnere, il prof. Antonio Barcellona dell'Università di Palermo, una squadra di VVF oltre ai militari della locale Capitaneria di porto), per ricostruire la dinamica dell'incidente ed individuare le responsabilità. Il processo, che vede imputati i massimi dirigenti della raffineria, è ancora in corso.
Il bilancio di sostenibilità, validato dagli organi esterni, riporta che nel 2018 lo stabilimento ha 638 dipendenti. Inoltre con l'indotto permette di lavorare a 1 114 operatori esterni. Nei periodi di fermata si raggiungono fino a 2 000 unità per un totale di quasi 4 000 lavoratori attivi su turni e orario giornaliero.
Negli anni tra il 2013 e il 2018 gli investimenti sono stati di 552 milioni di euro.